# Jean de Castellane
Pour les articles homonymes, voir Castellane (homonymie).
Jean de Castellane, né le 25 avril 1868 à Paris (Seine) et mort le 13 septembre 1965 dans la même commune, est un homme politique français.

## Biographie
Issu d'une famille célèbre, Jean Marie Henri Marc Arnoult est le fils d'Antoine de Castellane et de Madeleine Leclerc de Juigné, le frère de Boniface de Castellane et de Stanislas de Castellane. Officier de cavalerie, il quitte l'armée en 1897 et épouse Marie Dorothée Louise Valencay de Talleyrand-Périgord le 1er juin 1898. Il se présente en 1902 aux élections législatives dans le Cantal. Il est élu, mais est invalidé, pour achat de voix. Il est battu lors de l'élection partielle qui suit.

### Dans la cavalerie de 1888 à 1897
À 20 ans, résidant alors à Saint-Patrice (canton de Langeais) dans le château familial de Rochecotte, il s'engage pour trois ans en octobre 1888 comme seconde classe au 4e régiment de hussards. Promu maréchal-des-logis en 1889 il passe en 1892 au 6e régiment de hussards. Il est admis à l'école de cavalerie de Saumur en 1893 et en sort 43e sur 77 élèves. Sa promotion comme sous-lieutenant en mars 1895 le fait passer au 29e régiment de dragons où il accède au grade de lieutenant en mars 1897. Sa démission de l'armée acceptée en juillet de cette même année le fait passer dans la réserve au même régiment.

### Pendant la Guerre de 1914-1918
Jean de Castellane est rappelé à l'activité par la mobilisation générale du 1er août 1914. Promu capitaine de réserve, il rejoint pour deux mois l'état-major  du général Gallieni puis se voit affecté à l'aviation de la 10e Armée jusqu'en juillet 1915. Il est alors chargé d'une courte mission en Italie pour examiner les nouvelles mitrailleuses et se trouve à Verdun jusqu'en février 1916.
Transféré au 27e régiment de dragons avec son grade de capitaine, il se voit confier en mai 1916 le commandement du 4e Groupe d'autos-mitrailleuses et autos-canons affecté à la 4e division de cavalerie. Il s'illustre à diverses reprises et obtient plusieurs citations dont la citation à l'ordre de l'armée du 20 août 1917 :

« Dans la nuit du 29 au 30 juillet 1917, au cours d'une tentative de coup de main de l'adversaire précédée et accompagnée d'un très violent bombardement, s'est précipité, suivant son habitude, vers sa section la plus menacée. A été, en route, renversé et enseveli sous son pare-éclats. Dégagé par un de ses hommes, blessé lui-même aux mains, a rejoint la section et a contribué, par sa présence, son attitude et son exemple, à lui conserver son moral exceptionnel. »

Il conserve le commandement du 4e GAMAC jusqu'en février 1919 début d'une mission de six mois en Pologne aux côtés du général Henrys, à l'issue de laquelle il rejoint la vie civile.

### Au Conseil municipal de Paris

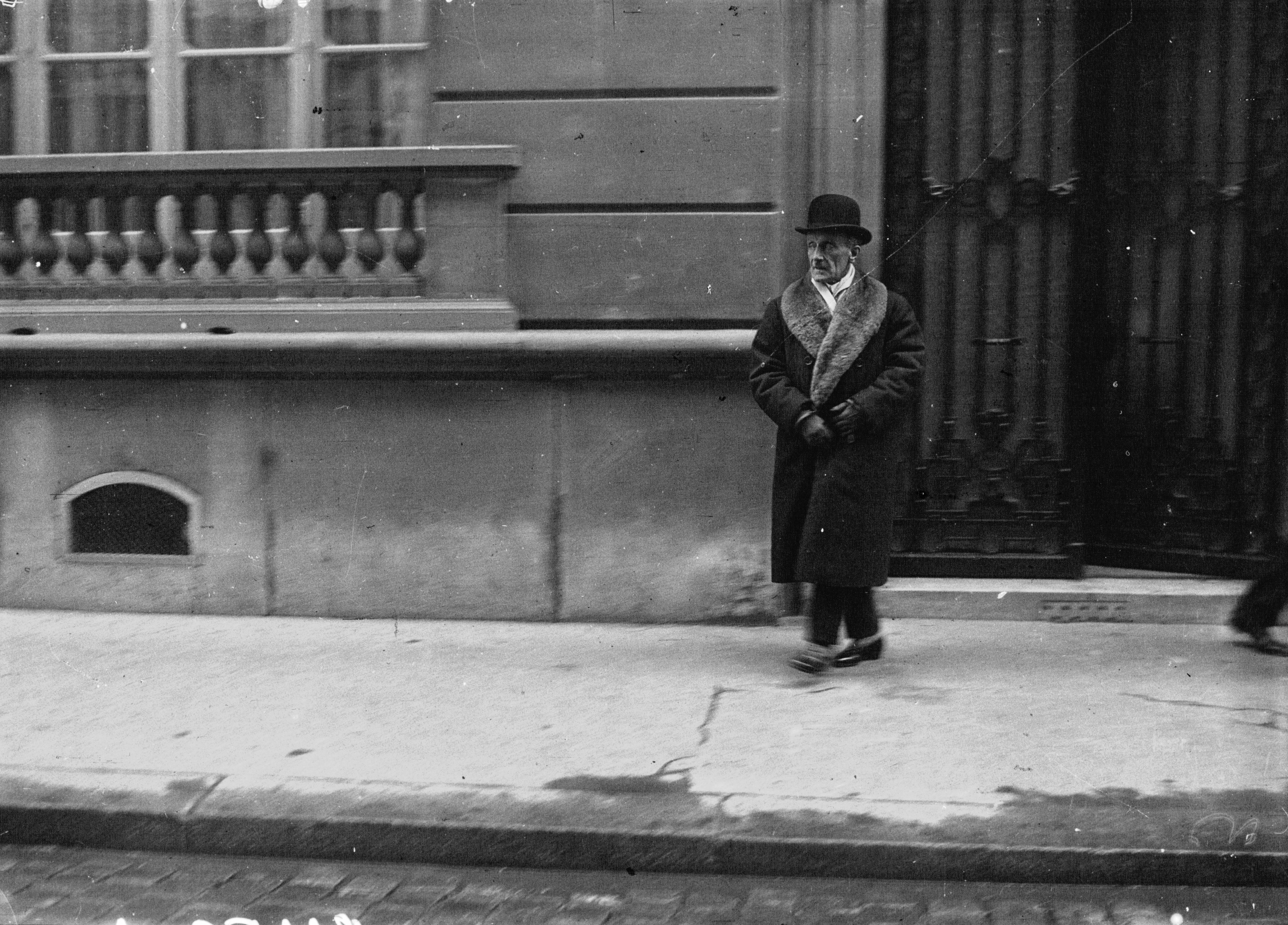
De Castellane à Paris en décembre 1930.

Il est conseiller municipal de Paris de 1919 à 1944 et en est vice-président en 1928 puis en 1930-1931 et président en 1931-1932. Il est également conseiller général de la Seine.
Il est enfin président de la Fédération française de natation de 1921 à 1941. Et membre du conseil d'administration du Comité France-Allemagne avant la Seconde Guerre mondiale.

## Distinctions
- Croix de guerre 1914–1918 (1915)
- Commandeur de la Légion d'honneur (1929)

## Pour approfondir